# Staatliche Kunsthalle Berlin

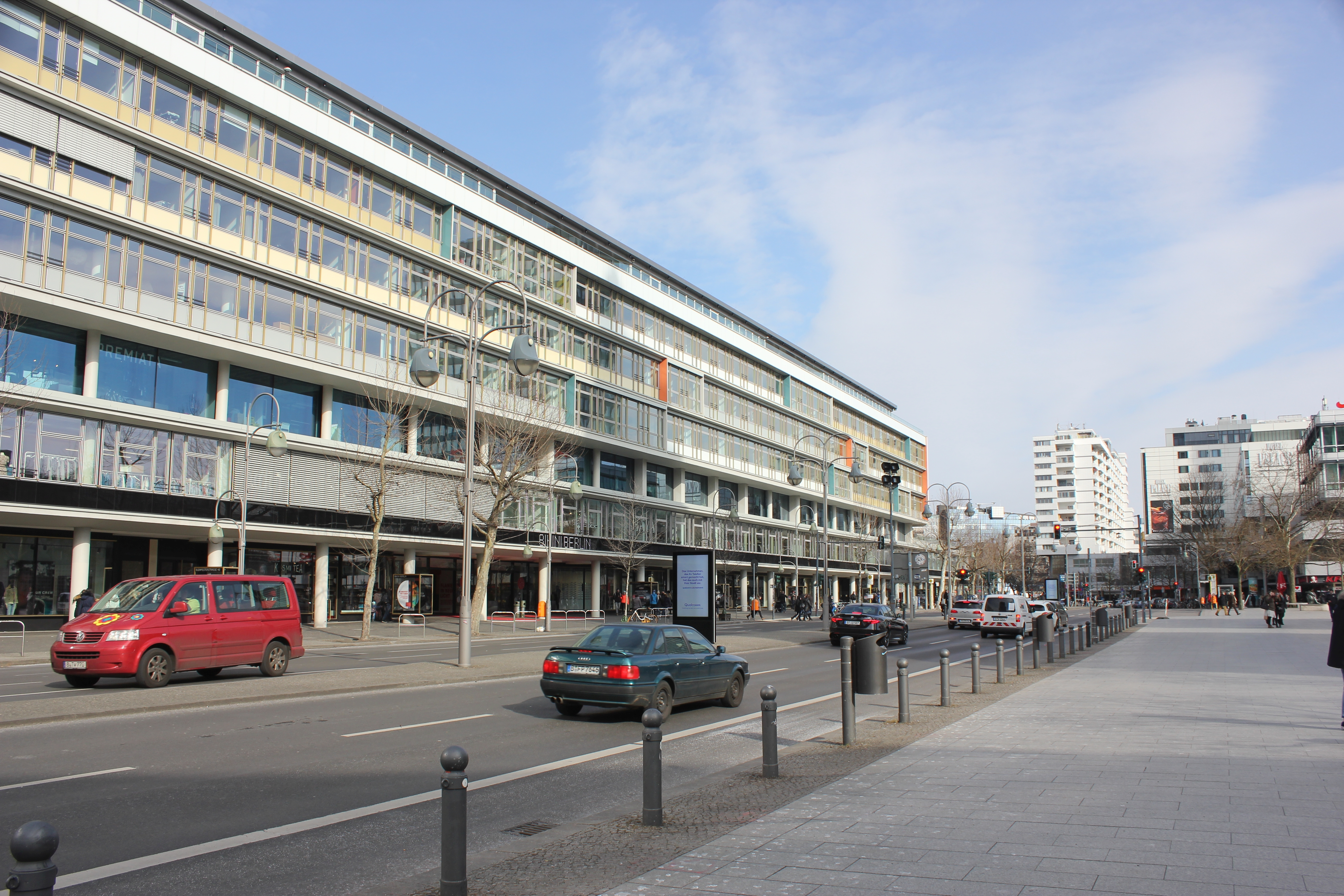
Die Staatliche Kunsthalle Berlin befand sich im Bikini-Haus an der Budapester Straße

Die Staatliche Kunsthalle Berlin war von 1977 bis 1993 ein Ausstellungshaus in der Berliner City West im damaligen Bezirk Charlottenburg.

## Geschichte
Die Staatliche Kunsthalle Berlin wurde 1977 in West-Berlin als Institution des Landes Berlin gegründet. Im Gegensatz zu zahlreichen Museen in der Stadt gehörte sie somit nicht zum Verbund der Stiftung Preußischer Kulturbesitz. Anders als namentlich ähnliche Institutionen in Hamburg, Bremen oder Karlsruhe war sie als reines Ausstellungshaus ohne eigene Sammlung konzipiert. Als Ort dienten angemietete Räume im Bikini-Haus an der Budapester Straße, gegenüber der Kaiser-Wilhelm-Gedächtniskirche.
Maßgeblich an der Gründung der Kunsthalle mitgewirkt hatte deren Gründungsdirektor Dieter Ruckhaberle, der sich in der Stadt zuvor bereits für das Künstlerhaus Bethanien und die Rettung des Martin-Gropius-Baus als Ausstellungshaus eingesetzt hatte. Ruckhaberle war selbst Maler und in der Berliner Kunstszene gut vernetzt. Entsprechend zeigte er in der Staatlichen Kunsthalle Berlin neben verschiedenen anderen Ausstellungen auch immer wieder Werkschauen zeitgenössischer Berliner Künstler. Dies brachte ihm wiederholt Kritik ein; Camilla Blechen schrieb in der FAZ von „einer langen Reihe von Gefälligkeitsausstellungen, mit denen der Berliner Maler Dieter Ruckhaberle als Leiter der Staatlichen Kunsthalle befreundete Teile der Lokalszene hätschelte“. Andere lobten das Ausstellungsprogramm, etwa Hermann Raum im Neuen Deutschland. Nach der deutschen Wiedervereinigung und dem damit verbundenen Abbau von Subventionen des Bundes für das Land Berlin reagierte der Berliner Kultursenator Ulrich Roloff-Momin Anfang der 1990er Jahre mit der Schließung einer Reihe von Kulturinstitutionen, darunter dem Theater der Freien Volksbühne, dem Schillertheater, dem Metropol-Theater und nicht zuletzt der Staatlichen Kunsthalle Berlin, die Ende 1993 geschlossen wurde. Die Umstände der Schließung und die Abberufung von Ruckhaberle war über mehrere Monate Thema in der Berliner und überregionalen Presse.
Nach Schließung der Staatlichen Kunsthalle Berlin gab es wiederholt Versuche, erneut ein derartiges Ausstellungshaus in Berlin zu etablieren. So bestand von 2008 bis 2010 auf dem Berliner Schloßplatz die Temporäre Kunsthalle Berlin. Vor allem der Regierende Bürgermeister Klaus Wowereit wünschte sich um 2010 einen Kunsthallenneubau, der schließlich aus finanziellen Gründen scheiterte.

## Ausstellungen (Auswahl)
- 1977: Wem gehört die Welt: Kunst und Gesellschaft in der Weimarer Republik [7]
- 1977: HAP Grieshaber [8]
- 1978: Théophile-Alexandre Steinlen [9]
- 1978: Photo: Casparius [10]
- 1978: Karl Hofer 1878–1955 [11]
- 1978: Katalanische Kunst des 20. Jahrhunderts [12]
- 1979: Ipoustéguy [13]
- 1979: Rückschau Villa Massimo Rom 1957–1974 [14]
- 1979: Moderne Kunst aus Afrika [15]
- 1979: Die gesellschaftliche Wirklichkeit der Kinder in der bildenden Kunst [16]
- 1980: Christian Schad [17]
- 1980: Robert Rauschenberg: Werke 1950–1980 [18]
- 1980: Fernand Léger [19]
- 1981: Bildhauertechniken: Dimensionen des Plastischen [20]
- 1981: Realismus zwischen Revolution und Reaktion 1919–1939 [21]
- 1981: Franz Radziwill [22]
- 1982: Karlheinz Biederbick, 1970–1982 [23]
- 1982: Wolfgang Bier, 1971–1982 [24]
- 1982: Klaus Vogelgesang, 1969–1982 [25]
- 1982: Christa Biederbick-Tewes 1969–1982 [26]
- 1982: Stadt und Utopie [27]
- 1982: Willi Sitte 1945–1982 [28]
- 1983: 1933 – Wege zur Diktatur [29]
- 1983: Das andere Amerika: Geschichte, Kunst und Kultur der amerikanischen Arbeiterbewegung [30]
- 1983: Colville [31]
- 1983: Als die SA in den Saal marschierte … – das Ende des Reichsverbandes Bildender Künstler Deutschlands [32]
- 1984: Rationalisierung 1984 [33]
- 1984: Rudolf Schlichter [34]
- 1984: Kunst und Medien [35]
- 1985: Manfred Henkel – Bilder, Zeichnungen, Skulpturen [36]
- 1985: Rudolf Bauer 1889–1953 [37]
- 1985: Elementarzeichen [38]
- 1985: Kriester, Skulpturen [39]
- 1986: Gernot Bubenik [40]
- 1986: Akbar Behkalam [41]
- 1986: Absolut modern sein, zwischen Fahrrad und Fliessband: culture technique in Frankreich 1889–1937 [42]
- 1986: 60 Jahre GEDOK [43]
- 1986: Bildhauer und Maler am Steinplatz – die Lehrer des Fachbereiches Bildende Kunst der Hochschule der Künste Berlin, 1945–1986 [44]
- 1987: Paul Uwe Dreyer [45]
- 1987: Otto Dix [46]
- 1987: Momentaufnahme [47]
- 1987: Diego Rivera 1886–1957 [48]
- 1988: Antonio Dias: Arbeiten auf Papier, 1977–1987 [49]
- 1988: Arcangelo Ianelli [50]
- 1988: Miss Vietnam mit rohem Hering im Mund [51]
- 1988: Von Raffael bis Goya, Meisterwerke aus dem Museu de Arte de São Paulo [52]
- 1989: Stefanie Vogel / Herrmann Bachmann, „Krieg und Tod“, Bilder und Dokumente zum Thema Krieg [53]
- 1989: Konzeptionen in der sowjetischen Architektur, 1917–1988 [54]
- 1989: 1789–1989 – zweihundert Jahre Französische Revolution [55]
- 1989: Cirugia plastica [56]
- 1990: Unerwartete Begegnung, lettische Avantgarde 1910–1935: der Beitrag Lettlands zu Kunst der europäischen Moderne [57]
- 1992: Günter Grass, ein Werkstattbericht 1951–1992 [58]
- 1993: Klima global, Arte Amazonas [59]